# Kāshī Maḩalleh
Kāshī Maḩalleh (persiska: كاشی محله) är en ort i Iran.   Den ligger i provinsen Mazandaran, i den norra delen av landet, 130 km nordost om huvudstaden Teheran. Kāshī Maḩalleh ligger 23 meter över havet och antalet invånare är 216.
Terrängen runt Kāshī Maḩalleh är platt. Runt Kāshī Maḩalleh är det tätbefolkat, med 286 invånare per kvadratkilometer. Närmaste större samhälle är Babol, 19,4 km öster om Kāshī Maḩalleh. Trakten runt Kāshī Maḩalleh består till största delen av jordbruksmark.